# Steven Rooks
Steven Rooks, né le 7 août 1960 à Oterleek en Hollande-Septentrionale, est un coureur cycliste néerlandais, professionnel de 1982 à 1995.

## Biographie
En 1983, managé par Jean de Gribaldy, il remporte Liège-Bastogne-Liège. Il gagne également l'Amstel Gold Race 1986, le Tour de Luxembourg 1986 et le championnat des Pays-Bas sur route 1991 et 1994. Il remporte le Grand Prix de la montagne du Tour de France en 1988. Il obtient cette année-là son meilleur classement final sur le Tour, terminant deuxième derrière Pedro Delgado. Il gagne deux étapes sur le Tour : l'étape arrivant à l'Alpe d'Huez en 1988 et le contre-la-montre de montagne Gap-Orcières Merlette en 1989.
En juin 2009, il reconnaît s'être dopé à l'EPO à partir de 1989 dans le livre Het laatste geel (Le dernier jaune) écrit par le journaliste néerlandais Mart Smeets.
Depuis 2011, il dirige l'équipe féminine Boels-Dolmans.

## Palmarès

### Palmarès amateur
- 1980
  - Prix Midden Beemster
  - Prix de Beverwijk
- 1981
  - Prix Midden Beemster
  - Prix d'Asse
  - Prix de Maarssen

### Palmarès professionnel
- 1982
  - Prologue du Tour d'Allemagne (contre-la-montre par équipes)
- 1983
  - Promotion Internationale
  - 2eb étape du Tour méditerranéen
  - Liège-Bastogne-Liège
  - 3e du Tour méditerranéen
  - 3e de Paris-Nice
  - 8e du Rund um den Henninger Turm
  - 10e de l'Amstel Gold Race
- 1984
  - 2eb étape de Paris-Nice (contre-la-montre par équipes)
  - 7e étape du Tour des Pays-Bas (contre-la-montre par équipes)
  - 2e de Blois-Chaville
  - 4e de Liège-Bastogne-Liège
  - 5e du Rund um den Henninger Turm
  - 6e du Tour de Romandie
  - 9e de Paris-Nice
- 1985
  - 7e étape du Critérium du Dauphiné libéré
  - 4e étape du Tour de Norvège
  - 6e étape du Tour des Pays-Bas (contre-la-montre par équipes)
  - 4eb étape du Tour de Catalogne
  - 2e du Critérium du Dauphiné libéré
  - 3e de l'Étoile de Bessèges
  - 10e de Liège-Bastogne-Liège
- 1986
  - Tour d'Andalousie :
    - Classement général
    - Prologue

  - Amstel Gold Race
  - Classement général du Tour de Luxembourg
  - Grand Prix de Wallonie
  - 5e de Tirreno-Adriatico
  - 5e de Liège-Bastogne-Liège
  - 7e de Paris-Bruxelles
  - 7e du Super Prestige Pernod
  - 8e de la Flèche wallonne
  - 9e du Tour de France
  - 9e du classement FICP
- 1987
  -  Champion des Pays-Bas derrière derny
  - 2e étape du Tour de Suisse
  - 2e du Circuit Het Volk
  - 2e de l'Amstel Gold Race
  - 2e du Tour de Grande-Bretagne
  - 6e du Tour des Flandres
  - 6e du Championnat du monde sur route
- 1988
  - Tour de France :
    -  Classement de la montagne
    -  Classement du combiné
    - 12e étape

  - Championnat de Zurich
  - 2e de l'Amstel Gold Race
  - 2e du Tour de France
  - 3e de Milan-San Remo
  - 3e de la Flèche wallonne
  - 3e de la Classique de Saint-Sébastien
  - 3e du classement FICP
  - 4e de Liège-Bastogne-Liège
  - 5e du Tour des Flandres
- 1989
  - Classement général du Tour du Vaucluse
  - Tour de France :
    -  Classement du combiné
    - 15e étape (contre-la-montre)

  - 2eb étape du Tour de Catalogne (contre-la-montre par équipes)
  - 2e de la Flèche wallonne
  - 3e de la Semaine cycliste internationale
  - 4e du Championnat du monde sur route
  - 6e de Liège-Bastogne-Liège
  - 7e du Tour de France
- 1990
  - 2e étape du Tour de France (contre-la-montre par équipes)
  - 2e de la Semaine cycliste internationale
  - 2e du championnat des Pays-Bas sur route
  - 3e de Liège-Bastogne-Liège
  - 5e de la Flèche wallonne
- 1991
  -  Champion des Pays-Bas sur route
  - 2e du Tour de la Communauté valencienne
  -  Médaillé d'argent du Championnat du monde sur route
  - 2e du Grand Prix des Amériques
  - 6e de la Wincanton Classic
  - 9e du Tour d'Espagne
- 1992
  - 4eb étape du Tour de Galice (contre-la-montre)
  - 2e de Liège-Bastogne-Liège
  - 5e du championnat du monde sur route
  - 7e de la Wincanton Classic
  - 8e de la Flèche wallonne
  - 10e du Tour du Pays basque
  - 10e du Tour d'Espagne
- 1993
  - 2e du championnat des Pays-Bas sur route
  - 10e de Liège-Bastogne-Liège
- 1994
  -  Champion des Pays-Bas sur route
  - 6e de l'Amstel Gold Race
- 1995
  - 8e de l'Amstel Gold Race
  - 10e de la Flèche wallonne

### Résultats sur les grands tours

#### Tour de France
11 participations
- 1983 : abandon (10e étape)
- 1985 : 25e
- 1986 : 9e
- 1987 : abandon (20e étape)
- 1988 : 2e, vainqueur du  classement du meilleur grimpeur, du  classement du combiné et de la 12e étape
- 1989 : 7e, vainqueur du  classement du combiné et de la 15e étape (contre-la-montre)
- 1990 : 33e
- 1991 : 26e
- 1992 : 17e
- 1993 : hors délais (2e étape)
- 1994 : abandon (12e étape)

#### Tour d'Italie
4 participations
- 1988 : abandon (14e étape)
- 1990 : 75e
- 1993 : abandon (11e étape)
- 1995 : abandon (8e étape)

#### Tour d'Espagne
3 participations
- 1985 : abandon (11e étape)
- 1991 : 9e
- 1992 : 10e

## Honneur et distinctions
- Cycliste néerlandais de l'année : 1988
- Sportif néerlandais de l'année : 1988
- Tous les ans à Maastricht la Steven Rooks Classic, une course amateur est organisée en son honneur.
- Promotion Internationale en 1983